# Gare de l'Est (Berlin)
Pour les articles homonymes, voir Gare de l'Est.
La gare de l'Est à Berlin (Berlin Ostbahnhof) est l'une des plus grandes gares de la ville. Ouverte en 1842, elle fut d'abord appelée gare de Francfort-sur-l'Oder, puis gare de Silésie. Elle changea de nom plus souvent que n'importe quelle autre gare à Berlin, ce qui peut conduire à une confusion avec l'actuelle gare centrale de Berlin (Hauptbahnhof en allemand) ou l'ancienne gare de l'Est, fermée en 1882.

## Dénominations successives
La gare a eu successivement pour appellation :
- de 1842 à 1881, gare de Francfort-sur-l'Oder (Frankfurter Bahnhof) ;
- de 1881 à 1950, gare de Silésie (Schlesischer Bahnhof) ;
- de 1950 à 1987 et depuis 1998, gare de l'Est (Ostbahnhof) ;
- de 1987 à 1998, gare centrale (Hauptbahnhof)

## Localisation
La gare de l'Est se trouve dans le quartier de Friedrichshain entre les deux gares du S-Bahn de Jannowitzbrücke (de) et de Warschauer Straße.

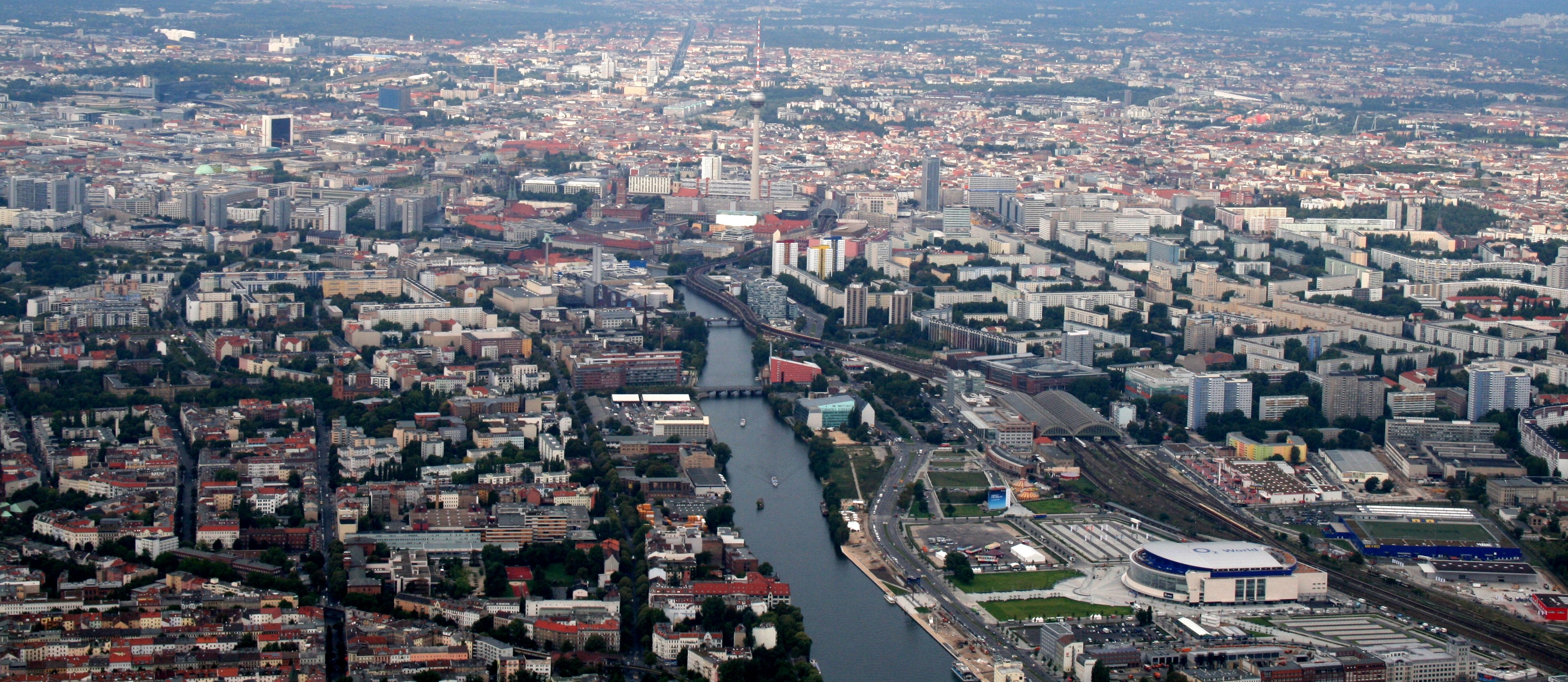
Panorama de Berlin, avec au premier plan, la gare de l'Est.

## Histoire

### La gare de Francfort (1842-1882)
La gare de Francfort (Frankfurter Bahnhof) est bâtie en 1842 sur la Koppenstraße par la compagnie de chemin de fer de Berlin à Francfort (Berlin–Frankfurter Eisenbahn-Gesellschaft). C'est une gare en cul-de-sac à l'extrémité occidentale de la ligne de Francfort-sur-l'Oder à Berlin. En 1845, la compagnie est réunie à la compagnie de chemin de fer de Basse Silésie et de Märkisch (Niederschlesisch-Märkische Eisenbahn-Gesellschaft). L'année suivante, la ligne de Francfort est prolongée jusqu'à Breslau (Wrocław aujourd'hui), alors seconde plus grande ville de Prusse. La gare comporte une annexe postale appelée Deutschen Reichs-Postverwaltung. En 1882, elle est reliée au Stadtbahn de Berlin et devient une gare de passage. Elle est également reliée à la ligne de Prusse-Orientale (Preußische Ostbahn ) des Chemins de fer d'État de la Prusse (Preußische Staatseisenbahnen) en absorbant le trafic de la gare de l'Est située 400 m plus au nord. Elle est alors renommée gare de Silésie (Schlesischer Bahnhof).

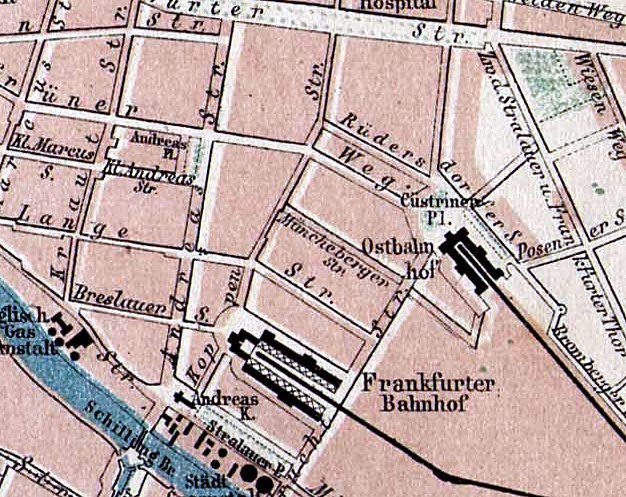
Emplacement des gares de Francfort et de l'Est sur un plan de 1875.
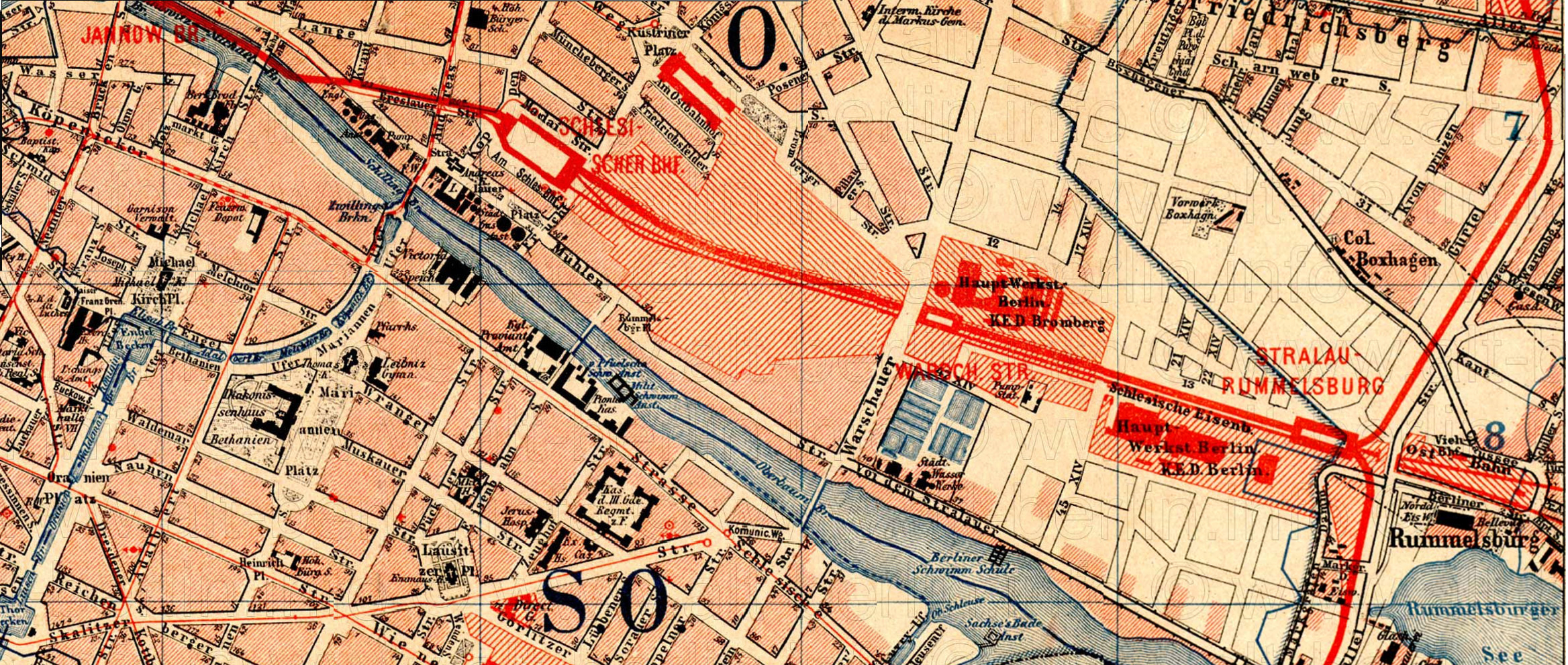
Plan du quartier en 1893 après la construction du Stadtbahn et la fermeture de la gare de l'Est.

### La gare de Silésie: porte de l'Est (1882-1950)

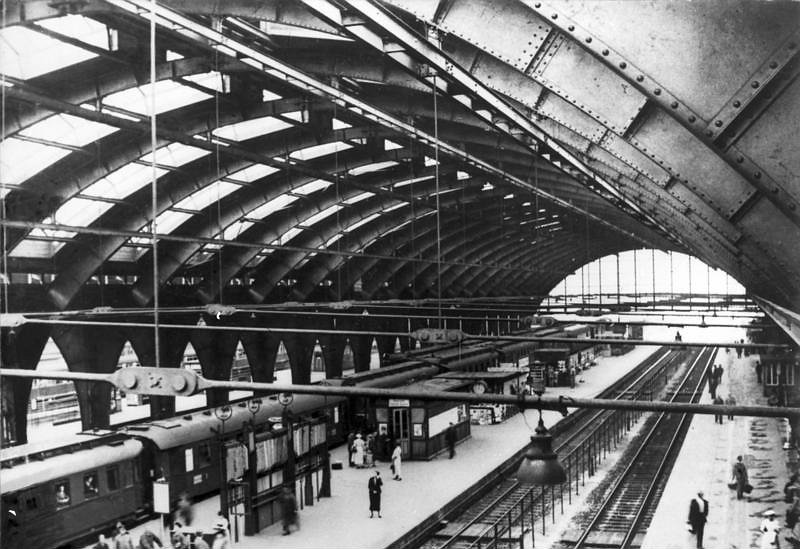
La gare de Silésie en 1937.

En fusionnant avec le réseau ferré de l'Est de la Prusse, elle est devenue le point de départ pour tous les voyages au départ de Berlin et à destination de l'Europe de l'Est. Dès 1903, elle reliait diverses lignes majeure entre Europe : le Nord-Express Saint-Pétersbourg-Paris/Ostende, le train rapide de Moscou, ceux de Königsberg et Tchernychevskoïe.
En 1914, les lignes suivantes étaient en activité :
- Berlin - Küstrin - Landsberg - Schneidemühl - Dirschau - Königsberg - Saint-Pétersbourg (actuelle Russie)
- Berlin - Küstrin - Landsberg - Schneidemühl - Dirschau - Dantzig (actuelle Pologne)
- Berlin - Küstrin - Landsberg - Schneidemühl - Bromberg - Thorn - Allenstein - Insterburg - Tilsit - Memel (actuelle Lituanie)
- Berlin – Francfort-sur-l'Oder – Bentschen – Posen – Thorn (actuelle Pologne)
- Berlin – Francfort-sur-l'Oder – Breslau – Gleiwitz – Kattowitz (actuelle Pologne) avec des connexions vers Vienne, Budapest et Constantinople.

La plus rapide des lignes reliait en seulement quatre heures Berlin à la ville de Wroclaw, il fallait à peine six heures pour rallier la gare centrale de Gdańsk et huit heures pour Königsberg.
En 1903, un nouveau terminus est construit immédiatement au nord-est pour la ligne de Berlin à Wriezen. Connu sous le nom d'embarcadère de Wriezen, il est renommé gare de Wriezen en 1924.
En août 1914, les trains civils furent arrêtés en raison de la Première Guerre mondiale et transformés en trains militaires à destination des territoires occupés du front de l'Est ; la gare fut également le théâtre de la Révolte spartakiste de Berlin en 1919. Ce n'est qu'en 1926 que le Nord-Express fut remis en service, d'abord jusqu'à Varsovie puis jusqu’à Riga. À partir de 1927, on pouvait alors acquérir des billets en direction de l'Extrême-Orient, le voyage durait douze jours et reliait la gare de Berlin à celle de Tokyo.
Avant la Seconde Guerre mondiale, la gare accueillait quotidiennement plus de 150 trains ; pendant la guerre, deux nouvelles voies plus large furent mises en service à destination de Brest et Przemyśl afin d'acheminer des soldats en Pologne, puis contre l'Union soviétique. Le 22 et 23 avril 1945, l'Armée rouge captura l'édifice afin d'amener des canons directement dans Berlin et assurer l'approvisionnement de ses troupes.

### L'ère de la RDA
La gare de Silésie fut rebaptisée Ostbahnhof après la reconnaissance de la nouvelle frontière entre l'Allemagne et la Pologne située sur l'Oder-Neisse.
La station commença alors à réacueillir le trafic international vers la Scandinavie et les pays des Balkans, ainsi que des lignes européennes, notamment entre Paris et Moscou. Le nom est resté le même jusqu'au 15 décembre 1987, lors de la modernisation de l'Hauptbahnhof.

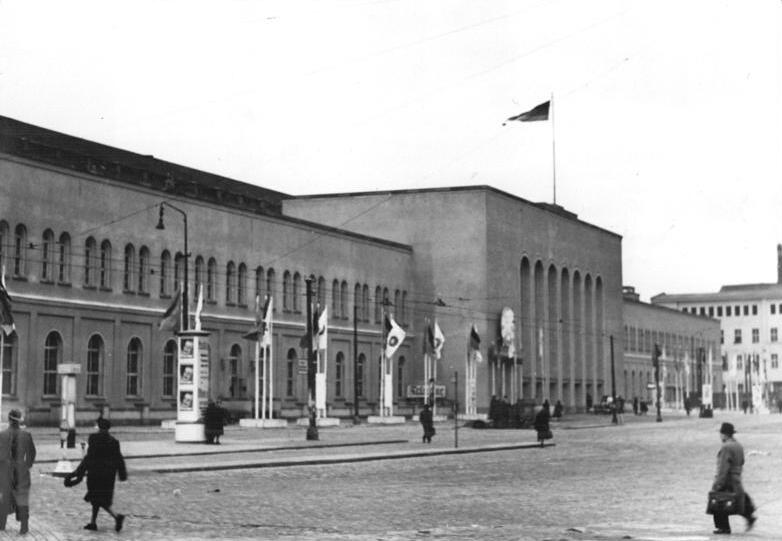
Le bâtiment voyageur en 1950.
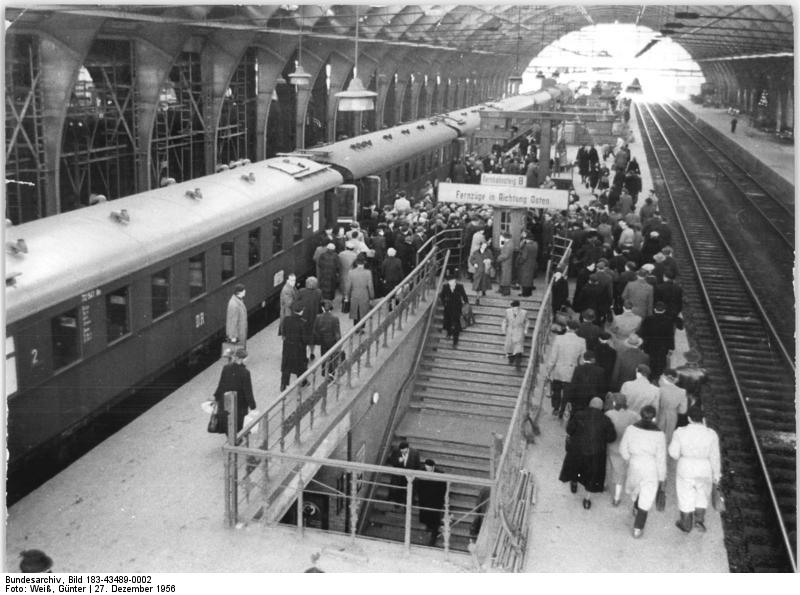
La halle de la gare en 1956.

### Présent
La plateforme du nord, accueille désormais deux plates-formes destinées au S-Bahn.
Le 10 janvier 1994, s'est tenue une fête pour marquer la fusion de la Deutsche Bundesbahn et de la Deutsche Reichsbahn qui créa la Deutsche Bahn ; en 1998, la gare retrouva le nom d'Ostbahnhof tout en étant modernisée.
Aujourd'hui, des hôtels et deux grandes tours de bureaux ont été installés à proximité de la gare. Le quai de la gare a neuf voies, dont quatre pour le S-Bahn (S3, S5, S7 et S75). Depuis l'ouverture de la nouvelle gare centrale de Berlin, l'Ostbahnhof est devenue une gare régionale et nationale à destination de Potsdam et de l'aéroport Berlin-Schönefeld, elle est également reliée au réseau de transport urbain berlinois par de nombreux bus.

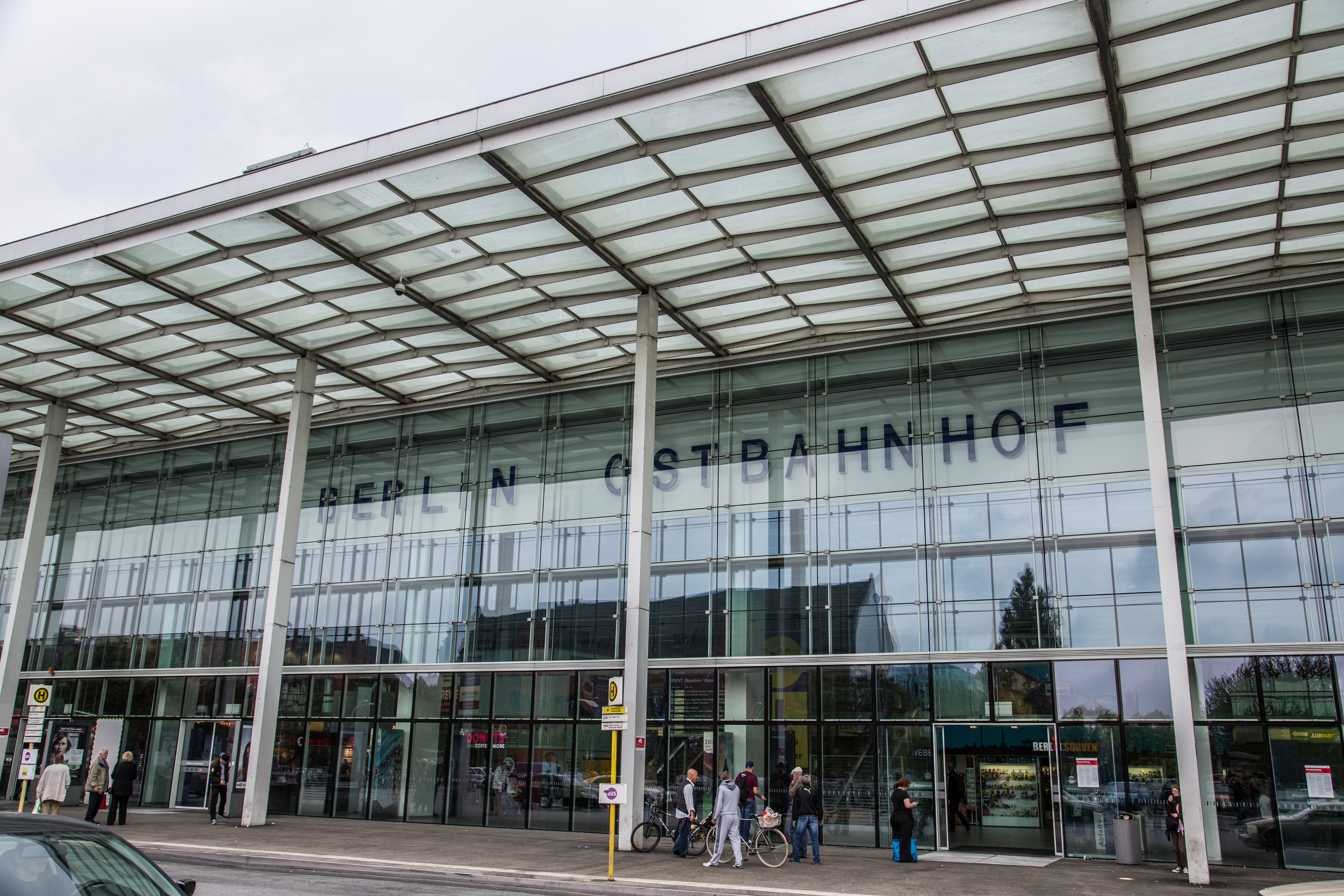
L'entrée de la gare en 2014.
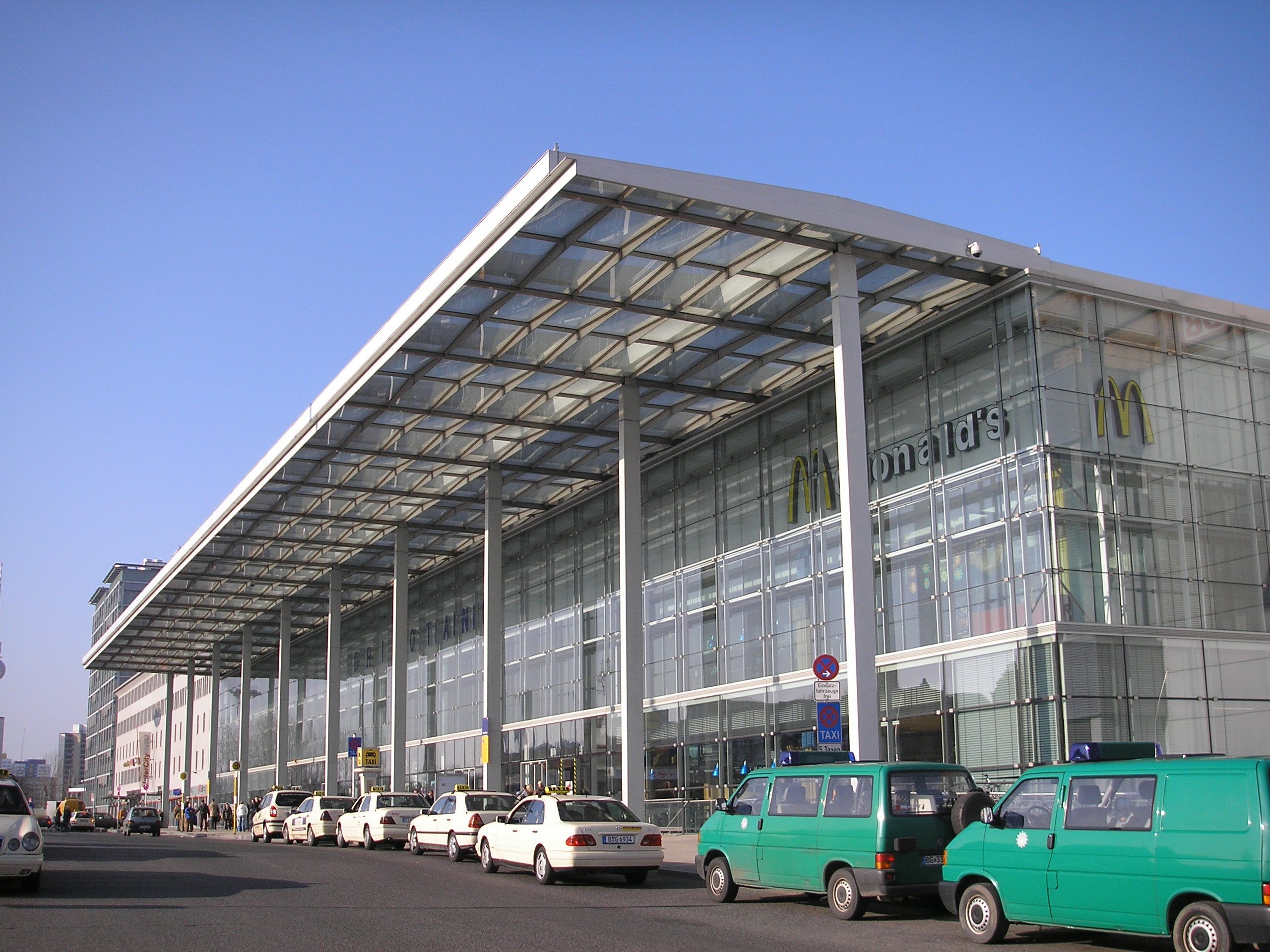
Le bâtiment voyageur en 2006.
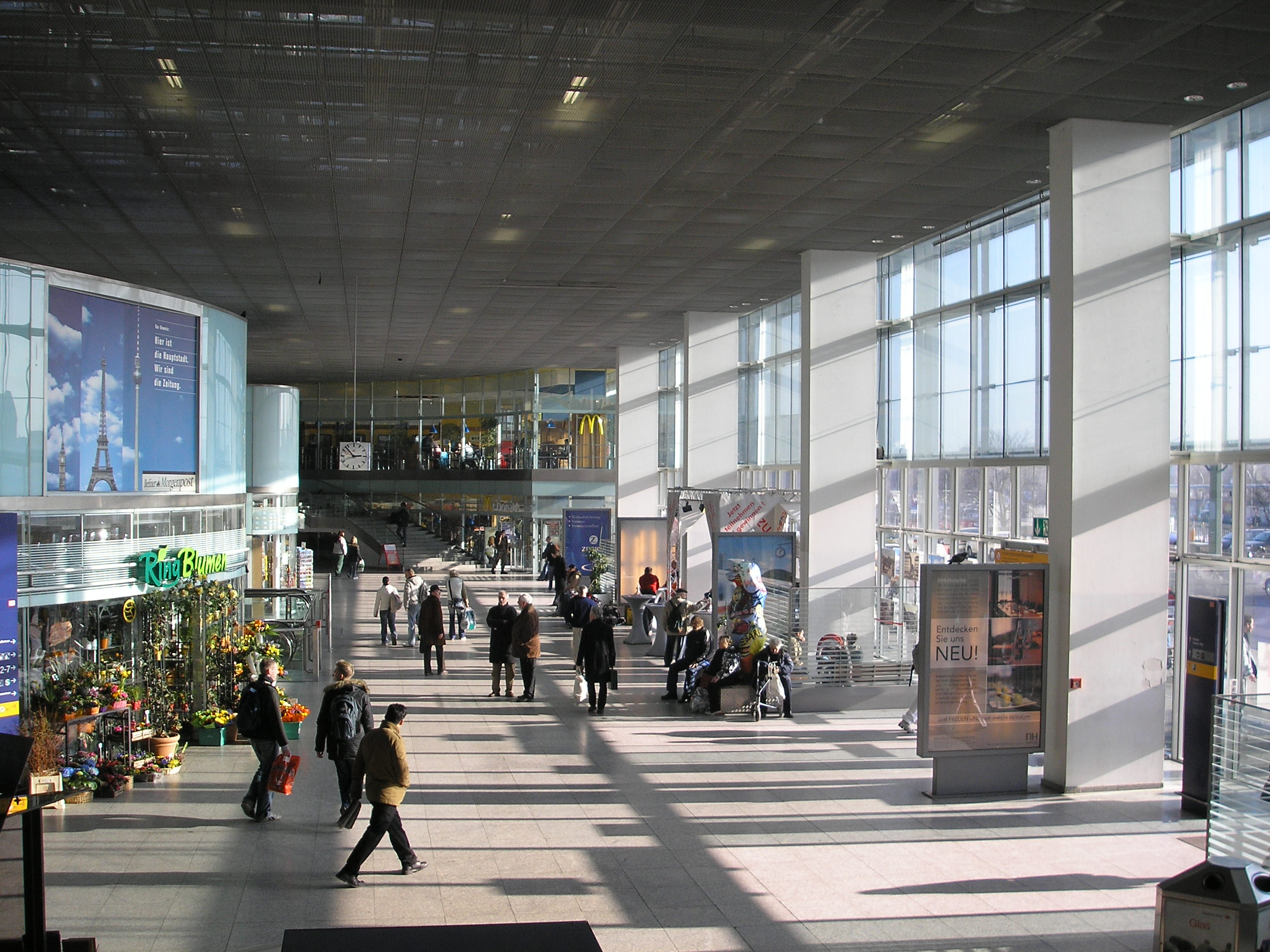
Le hall principal en 2006.

## Au cinéma
- La Mort dans la peau (film, 2004)[5].